# Kharmadasz
Kharmadasz (i. e. 1. század) ókori görög szónok.

## Élete
Karneadész tanítványa, akadémikus, a bölcselet és a szónoklattan tanítványa volt Athénban, ahol Crassusszal is jó barátságban volt. Cicero magasztalta ékesszólását és kiváló emlékezőtehetségét. Munkáiban támadta a bölcseleti alapot nélkülöző üres szónoklatot, e felfogás Platón „Gorgiasz” című dialógusára vezethető vissza. Munkáiból mindössze töredékek maradtak fenn.